# Ulica Inflancka w Warszawie
Ulica Inflancka – ulica na osiedlu Muranów, w dzielnicy Śródmieście w Warszawie.

## Historia
Ulica jest dawną drogą narolną. Została wytyczona po roku 1753 jako droga dojazdowa do folwarku biskupa inflanckiego Antoniego Ostrowskiego (stąd jej nazwa, nadana urzędowo w 1770). Swój bieg zaczynała od okolic skrzyżowania dzisiejszych ulic Międzyparkowej i Słomińskiego, następnie biegła ku ulicy Pokornej. Przed rokiem 1762 uregulowano południową stronę drogi – od nieistniejącej dziś ulicy Zielonej do ulicy Bonifraterskiej.
W rejonie ulicy Zielonej wzniesiono zabudowania gospodarcze folwarku; w dalszej części tej pierzei rozciągał się ogród oddzielony szpalerem drzew, zaś przeciwną stronę ulicy zajmowały w tym okresie pola.
Przed rokiem 1769 drzewa wykarczowano, by wznieść na ich miejscu kolejne budynki; wybudowano także browar, kamienicę i wiatrak, wzniesiony na tyłach domu mieszkalnego położonego u zbiegu z ulicą Zieloną.
Do roku 1775 uregulowano całą ulicę; jednocześnie przeprowadzono jej przedłużenie do ulicy Dzikiej i nadano dzisiejszą nazwę. Krótko przed 1784 dawny folwark biskupa rozparcelowano: browar zmienił właściciela, zaś ziemię podzielono na mniejsze parcele, rychło zabudowane drewnianymi budynkami.
Ulica weszła w okres szybkiej zabudowy w momencie utworzenia Królestwa Kongresowego; w rejonie ulicy Pokornej wzniesiono wtedy kilka piętrowych kamienic, wśród których wyróżniała się największa, należąca do Stanisława Sorettiego. Budowano także oficyny i już przy dalszym, środkowym odcinku ulicy – domki parterowe. W międzyczasie folwark Ostrowskiego zmienił właściciela; pojawiły się w nim nowe zabudowania, jednak w dużej mierze drewniane.
W okresie 1821-22 w zachodnim odcinku Inflanckiej wytyczono nieistniejący już plac Broni, rozciągający się między ulicami Pokorną i Dziką; tym samym ów niezabudowany fragment Inflanckiej zlikwidowano.
W związku z wytyczeniem wokół Cytadeli Warszawskiej esplanady i rozbiórką okolicznych budynków, działający dotąd przy ul. Zielonej szpital żydowski w roku 1827 przeniósł się na Inflancką, do kamienicy Sorettiego. Budynek ów szybko okazał się zbyt ciasny w stosunku do dużej liczby chorych: w okresie 1835-1938 szpital rozbudowano według projektu Henryka Marconiego, dobudowując dodatkowe skrzydło. Ostatecznie szpital na Inflanckiej rozwinął swe możliwości do liczby 400 łóżek; w roku 1902 wyprowadził się do nowej siedziby przy ulicy Kasprzaka, gdzie działał pod nazwą Szpital Starozakonnych w Warszawie.
W latach 1832–1838 przy ulicy powstało kilka parterowych i piętrowych kamienic, jednak poszerzenie esplanady Cytadeli około roku 1850 spowodowało wyburzenie dużej liczby domów na odcinku pomiędzy ulicami Zieloną i Bonifraterską; ocalały zabudowania dawnego folwarku, które zostały przejęte przez wojsko.
Kolejne, tym razem ostatnie poszerzenie esplanady Cytadeli nastąpiło w roku 1875; doprowadziło to do zagłady niemal całej ulicy – ocalały tylko brukowana jezdnia i gmach żydowskiego szpitala.
Ten stan rzeczy utrzymał się aż do odzyskania niepodległości w roku 1918; zaplanowano wtedy przywrócenie zachodniego odcinka Inflanckiej. Ulicę przedłużono w okresie 1935-1937; częściowo zmieniono jej bieg omijając wzniesione w międzyczasie baraki przy bocznicy. Docelowo Inflancka miała sięgać aż do ul. Młocińskiej, jednak do roku 1939 zamierzeń tych nie zrealizowano. Jedynym obiektem wybudowanym przy nowym odcinku ulicy był gmach składów miejskich; wzniesiony w okresie 1938−1939 i ocalały po ostatniej wojnie.
Wcześniej, w latach 1925-1926 przy środkowym odcinku ulicy pod nr. 1 wzniesiono dom mieszkalny pracowników Państwowego Monopolu Spirytusowego projektu Jana Rybickiego.
W 1938 rozpoczęto budowę zajezdni autobusowej obliczonej na 100 pojazdów; nowoczesną halę zaprojektowali Stanisław Hempel i Roman Kalinowski.
W 1939 hala została zajęta przez Niemców na magazyn zbożowy, oni też wysadzili ją w powietrze w roku 1944; również w dniach powstania zniszczono budynek dawnego szpitala żydowskiego. Ocalał uszkodzony dom pracowników Państwowego Monopolu Spirytusowego, rozebrano go jednak w roku 1948 w związku z budową nowego wiaduktu nad torami kolejowymi. Przeprowadzenie ulicy Marcelego Nowotki (dziś ul. Władysława Andersa) doprowadziło do unicestwienia szeregu dawnych ulic: Radziszewskiego, Przebieg, Sierakowskiej, placu Muranowskiego, Żoliborskiej i Szymanowskiej. Z Inflanckiej ocalał jedynie najpóźniej wytyczony fragment z lat trzydziestych XX wieku, zaś zajezdnię odbudowano w nieco zmienionym, acz nawiązującym do przedwojennego kształcie.
W latach 1974–1978 przy ulicy Inflanckiej wzniesiono osiedle Stawki. Powstał tam także zespół basenów kąpielowych.
W miejscu zlikwidowanej w 2003 zajezdni autobusowej „Inflancka” wzniesiono budynki mieszkalne oraz kompleks biurowy Gdański Business Center.

## Ważniejsze obiekty
- Osiedle Stawki

## Obiekty nieistniejące
- Stary Szpital Starozakonnych
- Zajezdnia autobusowa „Inflancka”
- Szpital Specjalistyczny „Inflancka” im. Krysi Niżyńskiej – „Zakurzonej”